# ベンヤミン・タヒロヴィッチ
ベンヤミン・タヒロヴィッチ（Benjamin Tahirović, 2003年3月3日 - ）は、スウェーデン・スポンガ出身のサッカー選手。ブレンビーIF所属。ポジションはMF。

## クラブ経歴
ヴァーサルンドIFでキャリアをスタートさせ、2012年に一度クラブを離れるもAIKソルナとFCユールショルムを経て、2020シーズン開幕前に復帰した。同シーズン、スウェーデンの3部リーグにあたるエッタン・フォトボルで通算26試合に出場した。
2021年1月、セリエAのASローマに移籍し、U-19へ登録されることになった。2022年11月13日、トリノFCとのリーグ戦にて途中交代でピッチに入り、セリエAデビューを飾った。
2023年6月、エールディビジの強豪アヤックス・アムステルダムに移籍。
2025年2月、ブレンビーIFに移籍した。

## 代表経歴
2023年3月、UEFA EURO 2024予選のアイスランド代表戦とスロバキア代表戦を戦うボスニア・ヘルツェゴビナ代表に初めて招集された。 同年3月23日のアイスランド代表戦でデビューした。

## 人物
自身が生まれたスウェーデンの国籍に加えて、サラエボ出身の両親の下に生まれたため、ボスニア・ヘルツェゴビナ国籍も保有している。